# 小出三郎 (陸軍軍人)
小出 三郎（こいで さぶろう、1875年（明治8年）5月4日 - 没年不詳）は、日本の陸軍軍人。最終階級は陸軍少将。旧松阪市初代市長。

## 経歴
三重県出身。1896年（明治29年）11月26日、陸軍士官学校（8期）を卒業し、1897年（明治30年）6月28日陸軍歩兵少尉に任官された。中尉進級後の1902年（明治35年）8月9日陸軍大学校に入学するが、小出の属する第19期生は日露戦争期であったため1904年（明治37年）2月9日一時中退し1906年（明治39年）3月20日復校し、歩兵大尉任官を経て1907年（明治40年）11月30日卒業した。
1918年（大正7年）7月、歩兵大佐に進級し歩兵第53連隊長に就任。1919年（大正8年）3月、歩兵第17連隊長となりシベリア出兵に参加したが、間もなく撤兵となり復員した。1922年（大正11年）8月、陸軍少将に進級と同時に待命となり、1923年（大正12年）3月、予備役に編入された。
1926年（大正15年）11月、三重県飯南郡松阪町長に就任し、1930年（昭和5年）11月に再選され、この間、飯南郡町村会会長を務めた。1933年（昭和8年）2月、松阪町の市制施行に伴い松阪市長臨時代理を務め、同年3月、旧松阪市の初代市長に就任し、1期在任して1937年（昭和12年）3月に退任した。
戦後、公職追放となった。

## 栄典
- 1897年（明治30年）10月15日 - 正八位[7]
- 1899年（明治32年）12月26日 - 従七位[8]